# 高根村立高根小学校阿多野郷分校
高山市立高根小学校阿多野郷分校（たかねそんりつ たかねしょうがっこう　あたのごうぶんこう）は、かつて岐阜県大野郡高根村（現・高山市）に存在した公立小学校の分校。

## 概要
- 高根村立高根小学校の分校であり、高根村阿多野郷（現・高山市高根町阿多野郷）が校区であった。1971年廃校。

## 沿革
- 1874年（明治7年）8月 - 阿多野郷村に野麦学校阿多野郷支校が開校。民家を仮校舎とする。
- 1875年（明治8年） - 猪之鼻村、中之宿村、中洞村、池ヶ洞村、下之向村、日影村、上ヶ洞村、阿多野郷村、日和田村、小日和田村、野麦村、大古井村が合併し、高根村が発足。
- 1898年（明治31年） - 阿多野郷字森上に新築移転。
- 1902年（明治35年）
  - 6月 - 教員不在となり、休校。
  - 9月 - 授業を再開。
- 1907年（明治40年）
  - 4月 - 高根尋常小学校阿多野郷分教場となる。
  - 11月 - 教員不在となり、休校。
- 1908年（明治41年）1月 - 授業を再開。
- 1910年（明治43年）
  - 10月 - 教員不在となり、休校。
  - 12月 - 授業を再開。
- 1918年（大正7年）
  - 4月10日 - 校舎を新築する。
  - 10月12日 - 高根尋常小学校第二分教場に改称する。
- 1941年（昭和16年）4月1日 - 高根国民学校第二分教場に改称する。
- 1947年（昭和22年）4月1日 - 高根村立高根小学校第二分校に改称する。
- 1948年（昭和23年）
  - 4月 - 校舎を増築する。
  - 12月 - 高根中学校阿多野郷冬季分校を併設する。
- 1949年（昭和24年）6月 - 高根中学校阿多野郷冬季分校が通年の高根中学校阿多野郷分校となる。
- 1957年（昭和32年）11月25日 - 校舎を改築する。
- 1962年（昭和37年）4月 - 高根小学校阿多野郷分校に改称する。
- 1970年（昭和45年）3月 - 高根中学校阿多野郷分校が廃止。高根小学校阿多野郷分校は単独校となる。
- 1971年（昭和46年）3月 - 廃止。